# Hauteville-Lompnes
Hauteville-Lompnes korábbi község (település) Franciaországban, Ain megyében. 2019. január 1-jén Cormaranche-en-Bugey, Hostiaz és Thézillieu községekkel egyesült és delegált községként Plateau d'Hauteville új község része lett.
Franciaországban, Ain megyében. Lakosainak száma 3652 fő (2018. január 1.). Hauteville-Lompnes Aranc, Chaley, Champdor, Cormaranche-en-Bugey, Évosges, Hostiaz, Lompnieu, Ruffieu, Tenay, Thézillieu és Champdor-Corcelles községekkel határos.

## Népesség
A település népességének változása:
| Lakosok száma | 3919 | 3739 | 3755 | 3653 | 3652 |
|               | 2013 | 2015 | 2016 | 2017 | 2018 |